# Leonidas Vokolos
Leonidas Vokolos (en griego: Λεωνίδας Βόκολος) (n. 31 de agosto de 1970) es un exfutbolista griego.

## Biografía
Empezó su carrera en el Panionios. Posteriormente, fue transferido al Panathinaikos, donde ganó el Doble en 2004. Luego jugó para el PAOK FC y el Kallithea F.C. en Grecia y para APOP Kinyras Peyias FC en Chipre. Era conocido por su fiabilidad en defensa y su buenísima habilidad para cabecear y saltar. También jugó en la  selección de fútbol de Grecia.
Por mayo de 2010, Vokolos es el entrenador de la selección nacional sub-17 de Grecia.

## Clubes

### Como jugador
| Club                   | País   | Año       |
| ---------------------- | ------ | --------- |
| Panionios NFC          | Grecia | 1986-1998 |
| Panathinaikos FC       | Grecia | 1998-2003 |
| PAOK Salónica FC       | Grecia | 2003-2005 |
| Kallithea FC           | Grecia | 2005-2006 |
| APOP Kinyras Peyias FC | Chipre | 2006-2007 |

### Como entrenador
| Club                       | País   | Año       |
| -------------------------- | ------ | --------- |
| Selección sub-17 de Grecia | Grecia | 2009-2010 |
| Selección sub-19 de Grecia | Grecia | 2010-2011 |
| Panegialios FC             | Grecia | 2016      |
| AO Kerkyra                 | Grecia | 2019      |
| Olympiakos Volou           | Grecia | 2020      |
| Panionios                  | Grecia | 2020      |
| Olympiakos Nicosia         | Chipre | 2021      |
| Kallithea FC               | Grecia | 2023-2024 |
| Lamia F. C.                | Grecia | 2023-2024 |
| Lamia F. C.                | Grecia | 2024-Act. |